# Преследователь (фильм, 2002)
«Преследователь» (англ. The Tracker) — австралийский кинофильм режиссёра Рольфа де Хира, вышедший на экраны в 2002 году. Драма о преследовании белыми коренного австралийца, обвиняемого в убийстве, раскрывает отношения между белыми и аборигенами в Австралии 1920-х годов. 
Особенностью фильма является постоянно звучащая музыка и песни в исполнении австралийского певца Арчи Роуча, а также использование картин австралийского художника Питера Коуда, выполненных непосредственно на местах съёмок. Фильм получил одобрительные отзывы критиков и удостоился ряда наград.

## Сюжет
Австралия, 1922 год. Через аутбэк держат путь четыре человека, разыскивающие аборигена, обвиняемого в убийстве белой женщины; они не названы по именам, но в титрах им даны прозвища. Трое из преследователей едут на лошадях: это опытный и жестокий полицейский офицер (Фанатик), молодой и наивный новичок-полицейский (Последователь), а также пожилой белый фермер, мобилизованный властями для поисков, но старающийся держаться в стороне (Ветеран). Ведёт их пожилой абориген (Проводник), который выглядит полностью смирившимся со своей судьбой и внешне практически не реагирует на оскорбления и унижения со стороны начальника отряда, которого подобострастно называет «боссом».
По словам Проводника, преследователи отстают от беглеца примерно на полдня. Вскоре они натыкаются на группу мирных аборигенов, мужчин и женщин, и на одном из них некстати оказывается полицейская форма и кепка. После пристрастного допроса насчет происхождения этих вещей Фанатик расстреливает всех чернокожих из револьвера, а затем вешает их тела на деревьях «в назидание остальным». Это приводит в шок молодого полицейского, который вечером на привале даже сжигает на костре своё укулеле, с которым не расставался в пути. На следующий день во время перехода через горы откуда-то из кустов прилетает копьё, убивающее нагруженную провиантом лошадь, которая падает в пропасть. Группа продолжает путь без запасов, а ночью на привале Проводник внезапно исчезает, что вызывает беспокойство полицейских. Вскоре заботливый абориген возвращается с дичью, однако раздосадованный неповиновением Фанатик надевает на него цепь, не снимая её и на следующий день.
Вскоре брошенное из горных зарослей новое копьё тяжело ранит Ветерана, и он отстаёт от остальных. Стремящийся как можно скорее получить награду за поимку беглеца Фанатик предлагает бросить Ветерана умирать, но молодой полицейский настаивает на том, чтобы не оставлять раненого, хоть это и замедлит путь. Ночью на привале Фанатик втыкает в рану Ветерана обгоревшую палку из костра, не заметив, что абориген не спит, и наутро раненого находят мёртвым. 
Проводник заявляет, что они уже догоняют беглеца. Отряд встречает озеро в горной расщелине, и Проводник внезапно падает в него, увлекая за собой держащего цепь Фанатика. В озере абориген, как кажется Фанатику, пытается утопить его, но вскоре оба выбираются живыми. Разъяренный полицейский обещает убить Проводника, но тот невозмутимо замечает, что «не умеет плавать». Вскоре впереди появляется новая группа аборигенов: старик, женщины и дети. Разозлённый Фанатик стреляет в них из револьвера, убив старейшину, но Последователь внезапно наставляет на него ружьё, потребовав прекратить бессмысленное кровопролитие. Обезоружив и связав своего неадекватного предводителя, Последователь продолжает путь, хотя тот угрожает ему и аборигену смертью по возвращении в город.
Во время ночного привала Проводник, отправившись за дровами, встречается с беглецом, который всё время шёл неподалёку, о чём тот прекрасно знал. Затем Проводник подмешивает особую траву в еду, которую даёт Последователю. После того как юноша засыпает, Проводник объявляет связанному Фанатику, что за убийство мирных жителей он приговорён к смерти, и, невзирая на мольбы и угрозы, вешает его на дереве. Затем он бьёт себя по голове камнем, и когда утром Последователь просыпается, сообщает ему, что лагерь атаковали местные аборигены, отомстив за расстрел своих родичей. 
Оставив вместе с молодым офицером лошадей, он приводит его к местному племени, приютившему беглеца. Сообщив Последователю, что он должен делать всё, что ему скажут, чтобы остаться в живых. Аборигены проводят допрос беглеца и выясняют, что он не убивал белую женщину. Тем не менее, по закону племени Проводник пронзает ногу беглеца копьём. После этого Проводник и Последователь уходят от аборигенов с миром. Они садятся на лошадей, и Проводник говорит, что отправится к своему народу, который живёт очень далеко, но он всегда отыщет свою родину. На вопрос юноши, кто же на самом деле убил женщину, Проводник отвечает, что наверняка это дело рук самих белых, которые, как это всем известно, большие обманщики, которым никогда нельзя доверять…

## В ролях
- Дэвид Галпилил — Проводник
- Гари Свит — Фанатик
- Дэймон Гамо — Последователь
- Грант Пейдж — Ветеран
- Ноэль Вилтон — беглец

## Создание
Фильм снимался на территории заповедника Аркарула в горах Флиндерс в Южной Австралии, небольшой съёмочной группой.
Австралийский художник Питер Коад был приглашён на съёмки фильма, чтобы  создать картины, изображающие некоторые сцены; всего он написал 14 больших картин, которые вошли в фильм. 
Музыка и песни к фильму были написаны Грэмом Тардифом, в написании текстов принимал участие Рольф де Хир. В качестве вокалиста был приглашён известный австралийский певец-абориген Арчи Роуч. Саундтрек к фильму получил премию Круга кинокритиков Австралии и позже был выпущен отдельным альбомом. 

## Критика
На агрегаторе Rotten Tomatoes фильм имеет рейтинг 88% на основании 33 рецензий, со средней оценкой 7,1/10.
Кинокритик Роджер Эберт оценил фильм на три с половиной балла по четырёхбалльной системе, назвав его «завораживающим», а исполнение ролей «мощным». По словам Эберта, хотя подобный сюжет можно было бы встретить в жанре вестерн, фильм Де Хира превращает его в притчу.